# Hyposidra alfuraria
Hyposidra alfuraria är en fjärilsart som beskrevs av Arnold Pagenstecher 1886. Hyposidra alfuraria ingår i släktet Hyposidra och familjen mätare. Inga underarter finns listade i Catalogue of Life.